# Australian Championships de 1968
O Australian Championships de 1968 foi um torneio de tênis disputado nas quadras de grama do Kooyong Lawn Tennis Club, em Melbourne, na Austrália, entre 19 e 29 de janeiro. Corresponde à 56ª edição, última da era amadora.

## Finais

### Profissional
| Categoria | Evento    | Campeã(s)(o/ões)                    | Vice-campeã(s)(o/ões)                   | Resultado          | Chave(s)  | Chave(s)       |
| --------- | --------- | ----------------------------------- | --------------------------------------- | ------------------ | --------- | -------------- |
| Simples   | Masculino | Bill Bowrey                         | José-Maria Gisbert                      | 7–5, 2–6, 9–7, 6–4 | principal | qualificatório |
| Simples   | Feminino  | Billie Jean King                    | Margaret Smith Court                    | 6–1, 6–2           | principal | qualificatório |
| Duplas    | Masculino | Dick Crealy Allan Stone             | Terry Addison Ray Keldie                | 10–8, 6–4, 6–3     | principal | principal      |
| Duplas    | Feminino  | Karen Krantzcke Kerry Melville Reid | Judy Tegart Dalton Lesley Turner Bowrey | 6–4, 3–6, 6–2      | principal | principal      |
| Duplas    | Misto     | Billie Jean King Dick Crealy        | Margaret Smith Court Allan Stone        | w.o.               | principal | principal      |

### Juvenil
| Categoria | Evento    | Campeã(s)(o/ões)            | Vice-campeã(s)(o/ões) | Resultado | Chave(s)  | Chave(s)       |
| --------- | --------- | --------------------------- | --------------------- | --------- | --------- | -------------- |
| Simples   | Masculino | Phil Dent                   |                       |           | principal | qualificatório |
| Simples   | Feminino  | Lesley Hunt                 |                       |           | principal | qualificatório |
| Duplas    | Masculino | Phil Dent William Lloyd     |                       |           | principal | principal      |
| Duplas    | Feminino  | Lesley Hunt Vicki Lancaster |                       |           | principal | principal      |